# کانگ جی هوان
کانگ جی هوان (به کره‌ای: 강지환 به انگلیسی: Kang Ji-hwan) (زاده ۲۰ مارس ۱۹۷۷ در سئول) بازیگر در کره جنوبی است.
او به دلیل بازی در مجموعه تلویزیونی آتش بازی (مجموعه تلویزیونی) شناخته شد.

## سریال‌های تلویزیونی
- Feel Good to Die 2018 KBS2
- Children of a Lesser God (2018)(ocn)
- ((هیولا))(2016)(MBC)
- مرد بزرگ (۲۰۱۴) (KBS2)
- تجسم پول (۲۰۱۳) (SBS)
- به من دروغ بگو (۲۰۱۱) (SBS)
- ایمان (۲۰۱۱) (SBS)
- قهوه‌خانه (۲۰۱۰) (SBS)
- استیل (۲۰۰۹) (SBS)
- هونگ گیل دونگ (۲۰۰۸) (KBS2)
- رسوایی بزرگ (۲۰۰۷) (KBS2)
- آتش بازی (۲۰۰۶) (MBC)
- گیوم سون قوی باش (۲۰۰۵) (MBC)
- عطر تابستان (۲۰۰۳) (KBS2)

## فیلم
- پلیس فراری (۲۰۱۲)
- فیلم، فیلمه (۲۰۰۸)
- مهمون وصاحبخونه (۲۰۰۵)

## مشخصات فردی
- زادروز: ۲۹ اسفند ۱۳۵۵
- قد: ۱٫۸۴ متر (۶ فوت ۰ اینچ)
- وزن: ۷۳ کیلوگرم (۱۶۱ پوند)
- گروه خونی:B

## سابقهٔ کاری ایشان
```
Jo Tae-gyu در سال ۲۰۰۱ در تئاتر موزیک کار خود را آغاز کرد، در مراسم کره ای از موزیکال‌های محبوب The Rocky Horror Show و Grease. از سال ۲۰۰۳ تا ۲۰۰۴، با استفاده از نام مرحله Kang Ji-hwan، او شروع به ظاهر شدن در نقش‌های کوچک در تلویزیون، که شامل sitcom Nonstop 4 و dramas کره ای تابستان عطر و صرفه جویی در آخرین رقص برای من.
```

کنگ در سال ۲۰۰۵ با خیر Beum Strong, Geum-soon !، در نقش نخستین نقش اصلی خود به عنوان یک دکتر پرشور که برای یک آرایشگر بیوه (که توسط هان هیه جین) بازی می‌کند، به شهرت افتاد. این نمایشنامه محبوبیت پان آسیایی را به ویژه در ژاپن، چین و تایوان افزایش داد. او سپس اولین نقش اصلی خود را در نقش یک شاهد یهوه که با استاد بیکار در میزبان و مهمان مستقل فیلم، که جشنواره فیلم بین‌المللی را برگزار کرد، به نمایش گذاشت.
کان در فیلم تلویزیونی «۲۰۰۶»، «Fireworks» در مورد دو کارمند شرکت لوازم آرایشی که علیه هانس چائو (جوانه) مخالفت می‌کنند، و ۹۰ روز، زمان عشق، دربارهٔ یک مرد متأهل متأهل که عاشق پسرعمویش است، ادامه داد. (مخالف کیم هونول)، رتبه‌بندی بینایی کم را دریافت کرد. در سال ۲۰۰۷، او و هان جی مین در «Capital Scandal»، یک دوره زمانی که از رمان «لی سونامی» در کره جنوبی اشغال شده ژاپنی، اقتباس شده بود، بازی کرد. نقاشی او از یک بازیگر بی رحمانه که تبدیل به یک جنگنده استقلال می‌شود، بررسی‌های مثبت را به دست آورد.
سال ۲۰۰۸ برای کانگ موفق شد. او به عنوان قهرمان قهرمان ملی ژوزون در هنگ گیل دنگ، که توسط خواهران هنگ نوشته شده بود، بازی می‌کرد. کانگ می‌گوید تصویر او توسط استفان چو الهام گرفته شده‌است، و همجوشی دوران درآمدی به یک قصیده تلویزیونی تبدیل شد. در همان سال، او همچنین در Rough Cut، یک فیلم کم هزینه ای به نام کارگردان جانگ هون و توسط کیم کیو داوک در مورد یک گانگستر که می‌خواهد به عنوان یک بازیگر و یک ستارهٔ گرم و سرد که مانند یک قاتل عمل کند، نوشته شده‌است. Kang و Costar So Ji-sub برای اجرای آنها ستایش شد و هر دو برنده جایزه بهترین بازیگران جدید شدند.
سپس کانگ دوباره با خانم پیشگام پیشین، کیم حناول در دوست دختر من، عامل، یک کمدی عاشقانه سال ۲۰۰۹ است که در آن شخصیت‌های آنها دوستداران سابق و جاسوسان هستند که تلاش می‌کنند حرفه‌های خود را از یکدیگر پنهان کنند. این چهارمین بزرگترین فیلم کره ای آن سال شد و بیش از ۴ میلیون بلیط فروخته شد. پس از آن، او یک معمار به نظر می‌رسد که مشکل چشم خود را جادویی باعث می‌شود او را به دیدن قهرمان خانگی (بازی لی جی) به عنوان زیبا در رابطه چهره، ذهن و عشق، "telecinema" که دریافت تئاتر کوتاه و یک تلویزیون اجرا می‌شود.
کانگ در سال ۲۰۱۰ در سری کمدی عاشقانه قهوه‌خانه بازی کرد، که در آن او یک رماننویس غیرعادی است که در یک مثلث عشق با ناشرش (که توسط پارک سی آن ساخته شده‌است) و دستیار او (بازیگر هام یون-جون) بازی کرد. [۱۲] این به دنبال او بازگشت به صحنه در احیای موسیقی کافه در، داستان عشق بین سوسملی مرد و زن باریست. کنگ تولید کره و ژاپن را نشان می‌دهد و او همچنین در دومین ستاره، تبدیل شدن به اولین بازیگر کره ای در تئاتر توکیو گلوب است.
کانگ و یون یون هه در سال ۲۰۱۱ به من دروغ گفتند، بازی کردن یک هتلدار و یک کارمند دولتی که جعلی بودن ازدواج با یکدیگر را پس از دروغ سفید که به سرعت از طریق کانال‌های شایعه پخش می‌شود.
فیلم Comedy 2012 کمپانی باند پرواز مجدد او را با قبلی سونگ یو ری (از Hong Gil-dong) و کارگردان Shin Tae-ra (از دوست دختر من یک نماینده) مجدداً متحد کرد. در طی فیلمبرداری، کانگ ۱۲ کیلوگرم را دریافت کرد و دو هفته بعد ۱۵ کیلوگرام را به عنوان یک کارآگاه اضافه وزن و کثیف که به عنوان یک مدل باند مد برای حل یک پرونده مورد حمله قرار می‌گیرد، ربوده‌است. از آن، او و لی کیوو در یک نمایش ۲۵ دقیقه ای «درام موسیقی ویدئویی» ظاهر شدند تا برای فرار از EP فرار کیم هیون جون را تبلیغ کنند.
کانگ در سال ۲۰۱۳ در نقش مأموریت پول، در نقش یک دادستان با روابط با یک کوسه قرض گرفت. سپس در سال ۲۰۱۴ مرد بزرگ، او یک یتیم «خوب برای هیچ چیز» را بازی کرد که فریب می‌خورد که او پسر بزرگترین زوج یک خانواده ثروتمند ثروتمند است، زمانی که فقط می‌خواهند قلب خود را برای پیوند برداشت کنند.
کانگ و یون جین سئو داستان خنده دار گانگستر را در هتل لس آنجلس و لاس وگاس شلیک کردند و ایندی در سال ۲۰۱۵ منتشر شد. او بعداً در کمدی رمانتیک کره ای-چینی A-lister Fall از آسمان، در مورد یک رسوایی ستاره هالیو که به چین می‌آید و با بزرگترین طرفدارش (که توسط جیانگ یوان بازی می‌کند) برخورد می‌کند.

## فیلم‌برداری
- مجموعه‌های تلویزیونی

### مجموعه تلویزیونی
| عرض =10سال | عنوان                     | نقش                                      | شبکه |
| ---------- | ------------------------- | ---------------------------------------- | ---- |
| ۲۰۰۳       | اعتراف ب قتل              |                                          | MBC  |
| ۲۰۰۳       | عطر تابستان               | Park Jung-ah's husband (episode 20)      | KBS2 |
| ۲۰۰۳       | بدون توقف ۴               |                                          | MBC  |
| ۲۰۰۴       | زیباتر از گل              | Kim Jae-sik (sticker photo on cellphone) | KBS2 |
| ۲۰۰۴       | اگر فقط می‌دانستید         | Seo In-woo                               | KBS2 |
| ۲۰۰۴       | آخرین رقص رو برام نگه دار | Shin Jung-kyu                            | SBS  |
| ۲۰۰۵       | قوی باشید، خیلی زود       | Goo Jae-hee                              | MBC  |
| ۲۰۰۶       | آتش بازی                  | Na In-jae                                | MBC  |
| ۲۰۰۶       | ۹۰روز، زمان عشق           | Hyun Ji-seok                             | MBC  |
| ۲۰۰۷       | رسوایی سرمایه             | Sunwoo Wan                               | KBS2 |
| ۲۰۰۸       | هنگ گیل دونگ              | Hong Gil-dong                            | KBS2 |
| ۲۰۱۰       | قهوه‌خانه                  | Lee Jin-soo                              | SBS  |
| ۲۰۱۱       | به من دروغ بگو            | Hyun Ki-joon                             | SBS  |
| ۲۰۱۳       | تجسم پول                  | Lee Kang-seok / Lee Cha-don              | SBS  |
| ۲۰۱۴       | مرد بزرگ                  | Kim Ji-hyuk                              | KBS2 |
| ۲۰۱۶       | هیولا                     | Kang Ki-tan / Lee Guk-cheol              | MBC  |